# Livermore Falls
Livermore Falls város az Amerikai Egyesült Államok Maine államában, Androscoggin megyében. Lakosainak száma 3060 fő (2020. április 1.).

## Népesség
A település népességének változása:

| 2010 | 3 187 |
| 2020 | 3 060 |